# 니키 식스
프랭크 칼튼 세라피노 페라나 주니어 (Frank Carlton Serafino Ferrana, Jr., 1958년 12월 11일 ~ ), 니키 식스로 전문적으로 알려진 (Nikki Sixx), 는 미국 음악가, 작곡가, 라디오 진행자 및 사진 작가이다. 그는 록 밴드 모틀리 크루 의 베이시스트로 가장 잘 알려져 있다.

## 어린 시절
페라나는 1958년 12월 11일 캘리포니아주 산호세에서 태어났다. 그의 아버지는 이탈리아계로, 토스카나의 프라토 출신이다. 페라나는 미혼모인 디나 리차즈에 의해 자랐고, 아버지가 가족을 떠난 후에는 조부모에게서 자랐다. 페란나는 어머니에게 버림받은 후 조부모와 함께 살게 되었다. 페란나는 조부모와 함께 살면서 여러 번 이사를 했다.
페라나의 어린 시절, 특히 청소년 시절은 잦은 상점 도둑질과 이웃집 침입으로 인해 혼란스러운 생활로 이어졌다. 그는 마약 거래로 인해 학교에서 퇴학당하기도 했다. 페라나의 조부모는 그를 시애틀로 이사한 그의 어머니와 함께 살도록 보냈다. 그럼에도 불구하고 페라나의 문제는 계속되었고 결국 소년원에서 시간을 보내게 되었다. 그는 나중에 도난당한 것으로 신고된 기타를 팔아서 처음으로 악기를 손에 넣었다.
페라나는 17세에 로스앤젤레스로 이사하여 주류 매장 직원과 진공 청소기 판매원 등 여러 가지 일을 했다. 1976년에 페라나는 시스터라는 밴드에서 연주했다. 그는 밴드를 떠나기 전까지 2년 동안 연주했다. 1978년에 페라나는 런던이라는 밴드에서 연주했다. 거의 같은 시기에 페라나는 니키 식스라는 이름을 그의 직업적 예명으로 사용하기 시작했다. 식스는 1981년에 런던을 떠났다. 그들은 자신들의 접근 방식이 아무런 성과도 내지 못한다고 느꼈기 때문이다.

## 모틀리 크루
1981년, 식스는 드러머 토미 리와 함께 모틀리 크루를 창립했다. 로버트 딜이라는 기타리스트, 믹 마스라는 이름으로 그들과 합류했다. 나중에, 빈스 닐이라는 보컬리스트가 신문 광고에 응해 밴드에 합류했다. 모틀리 크루에 있는 동안 식스는 헤로인 중독에 빠졌다. 1987년 12월 23일, 식스는 헤로인을 과다 복용해 거의 죽을 뻔했으나, 의사가 식스에게 아드레날린을 두 번 주사하여 성공적으로 부활시켰다. 그 이후로 식스는 마약을 완전히 끊었다.
1997년 10월 30일, 식스는 여성 팬을 반복적으로 공격한 흑인 경비원을 신체적으로 공격하라고 청중을 부추기면서 인종적 모욕어를 던졌다는 혐의로 논란의 대상이 되었다. 2001년 5월, 식스는 이 문제에 대해 언급하며 사건 피해자에게 사과했다고 주장했다.